# Краснознамённая дивизия имени моей бабушки
Краснознамённая дивизия имени моей бабушки (КДИМБ) — московская группа из 7 человек, играющая экспериментальный рок.

## История группы
Группа сформировалась в 2008 году вокруг Ивана Смирнова (автор значительной части материала, художественный руководитель, гитарист) и Яны Смирновой. Из-за многочисленности состава группы в нём достаточно часто происходили изменения — количество участников варьировалось от 7 до 13 человек. С 2018 года новой вокалисткой стала Александра Фролова.
Первой официальной записью, выпущенной группой, становится кавер на песню «Лунные девицы» группы Мумий Тролль, созданный в рамках проекта Делай меня точно журнала Афиша в 2010 году.
В 2012 году группа выпустила первый записанный в профессиональных условиях альбом — EP «Гобой», в том же году вышел и дебютный альбом, названный так же, как и группа.
В том же году группа приняла участие в проекте Re:Аквариум где записала кавер-версию песни «10 стрел».
В 2015 году вышел альбом «Кики»
В 2017 году группа выпустила альбом «Посмертные приключения». В том же году КДИМБ поучаствовала в трибьют-проекте Виктору Цою «Мы вышли из Кино», записав свою версию песни «Мы хотим танцевать».
Уже на следующий год вышел альбом «Увы».
В 2020 году «Дивизия» выпустила альбом «Катакомба», сильно отличающийся от раннего творчества группы. Эта запись стала первой в новом составе: группу покинула вокалистка и соавтор песен Яна Смирнова, новой вокалисткой и соавтором песен стала Александра Фролова, отвечавшая ранее в группе за бэк-вокал, ксилофон и укулеле.
Весной 2023 года группа выпустила альбом «Знаки любви»

## Стиль
Сами организаторы определяют себя так: «Начинавшая, как оркестр из тринадцати человек, исполнявший абсурдистский барокко-поп, за 15 лет существования „Дивизия“ совершила большое музыкальное путешествие через пост-панк, афро-поп, арт-рок и танцевальную музыку к своему нынешнему звуку. От наивных, в чём то детских текстов — к пронзительными беспокойным песням, полным боли и любви.
'„Дивизия“' образца 2024 года звучит разнопланово и изобретательно. Это и шугейз-американа, и френч-поп, и психоделик-рок, и ретроскульный хиппи-поп на несколько голосов. И попадающие в нерв времени песни о вечном, слова которых на фестивалях и сольных концертах поет хором весь зал.»

## Успехи
- 2012 Премия Степной Волк в категории «Песня года» за Астронавты, также номинировались в категории «Голос» (Яна Смирнова) и «Альбом» (Гобой)
- Кавер на песню группы КИНО — «Мы хотим танцевать» использован в саундтреке кинофильма Антона Богданова — «Нормальный только я», вышедший в прокат 2 декабря 2021 года.

## Критика
...У этой группы имеется девочка-солистка. Эта девочка фантастическая, просто потрясающая по манерам, по пластике, отчасти по внешности. Такая русская Эмми Вайнхаус. Голос изумительный. Я могу сказать, что со времен молодой Жанны Агузаровой такого яркого впечатления от какой-то юной и безвестной девчонки у меня, пожалуй, не было. А прошло с тех пор уже, считайте, 25 лет.Артемий Троицкий о Яне Смирновой

## Состав
По состоянию на 2025 год
- Александра Фролова — вокал, ксилофон, укулеле
- Иван Смирнов — соло- и лидер гитара, укулеле, тексты, вокал
- Карина Евстропова — аккордеон, клавиши, мелодика, бэк-вокал
- Андрей Пиджуков — ударные
- Алексей Кульпин — бас
- Александр Липенков — гитара, акустическая гитара, укулеле
- Анна Маклакова — саксофон, бэк-вокал

## Дискография

### Демоальбомы
- 2009 — Шляпа волшебника

### Альбомы
- 2012 — Гобой (EP)
- 2012 — КДИМБ
- 2015 — Кики[7]
- 2017 — Посмертные приключения
- 2018 — Увы[8][9]
- 2020 — Катакомба
- 2023 — Знаки любви

### Синглы
- 2013 — Девочка, наступившая на хлеб
- 2013 — Число Пи
- 2014 — Точка (с Ильей Черепко-Самохваловым)
- 2014 — Я знаю, что я сделаю в новом году
- 2020 — Танцуй и кайся
- 2021 — Мой сон (с группой Спасибо)
- 2024 — Случай
- 2025 — Безумец